# Tono (pittura)
In pittura e colorimetria si definisce tono (o valore tonale) una proprietà del colore, o una delle dimensioni nello spazio dei colori, secondo una definizione che riflette la percezione umana soggettiva della luminosità del colore. Un esempio di scala dei toni è il sistema Munsell.
Il tono viene espresso mediante un valore che intende dare una misura di dove un particolare colore si situi lungo l'asse luminosità-opacità. Vari modelli di colore hanno un termine esplicito per definire la posizione di un colore su una scala che va dal nero assoluto al bianco puro. Il modello di colore Hue Saturation Brightness e il sistema Munsell hanno un valore esplicito, mentre il modello HSL usa al suo posto un parametro collegato, chiamato lightness. In base alla mescolanza sottrattiva dei colori le variazioni di valore tonale possono essere raggiunte con l'aggiunta di bianco o nero al colore. Tuttavia, ciò riduce anche la saturazione.
Il tono è un concetto importante per chi lavora con alcune tecniche di disegno quali il carboncino e gli inchiostri a base d’acqua.